# Cephalozia badia
Cephalozia badia (Gottsche) Steph., 1908 è un'epatica fogliosa della famiglia Cephaloziellaceae, descritta originariamente con il basionimo Jungermannia badia Gottsche, 1890. Specie circumsub-antartica, è presente anche nella regione biogeografica antartica marittima.

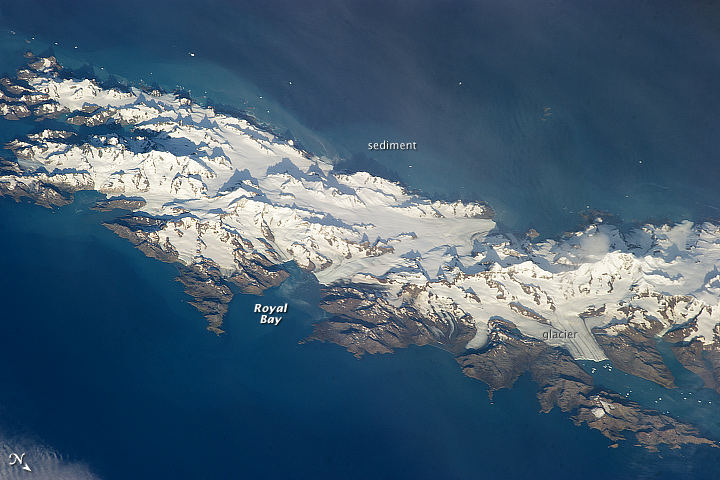
Royal Bay nella Georgia del Sud

I primi esemplari furono raccolti il 10 febbraio 1883 dal botanico bavarese Hermann Will, componente della spedizione tedesca in Antartide, durante il primo Anno polare internazionale.
Furono rinvenuti sul Köppenberg, una piccola altura sul fianco nord est della Royal Bay, nella Georgia del Sud.
I campioni raccolti furono affidati per la determinazione al briologo tedesco Carl Moritz Gottsche, che li descrisse e li figurò come appartenenti a una specie nuova e li assegnò alla famiglia Jungermanniaceae, con il nome di Jungermannia badia.

## Descrizione
La caratterizzazione della nuova specie fu redatta in latino da Gottsche e inserita in una monografia sulle epatiche della Georgia del Sud pubblicata, nel 1890, nel secondo volume dei resoconti scientifici della spedizione tedesca in Antartide del 1882-83.
Delle descrizioni successive, sono da segnalare quella del 1908 del briologo tedesco Franz Stephani, di pochi anni posteriore a quella di Gottsche, e alcune più recenti, decisamente più dettagliate e complete, specie per l'aggiunta della descrizione del sistema sessuale. Tra queste ultime in particolare, quella pubblicata nel 2000 dai briologi Halina Bednarek-Ochyra, Jiří Váňa, Ryszard Ochyra e Ronald I. Lewis Smith in un volume sulle epatiche antartiche, e quella dei botanici John J. Engel e David Glenny, autori di una lunga monografia sulle epatiche e sulle antocerote della Nuova Zelanda, edito nel 2008.
Nella descrizione di Gottsche, e in quelle più recente di Bednarek-Ochyra et al. (2000) e di Engel e Glenny (2008), le piantine di C. badia, di medie dimensioni e di colore verde-biancastro tendente al verde-brunastro e al marrone violaceo nelle parti distali delle foglioline, nelle brattee e all'apice del perianzio, formano esili tappeti erbosi monospecifici, più o meno radi, o crescono frammiste in comunità, dominate dalla presenza, in Antartide, di muschi quali Pohlia nutans (Hedw.) Lindb., 1879, Polytrichastrum alpinum (Hedw.) G.L. Sm., 1971 e Polytrichum piliferum Hedw. 1801 o, in Nuova Zelanda, di epatiche quali Lophozia autoica R.M.Schust. 1968, L. excisa (Dicks.) Konstant. & Vilnet, 2010 e Pachyschistochila colensoana (Steph.) R.M.Schust. & J.J.Engel, 1982 (= Schistochila colensoana Steph. 1909.
Il fusticino principale (caulidio) è filiforme, lungo 10-15 mm, strisciante (prostrato) o discosto dal substrato, ossia piegato verso il suolo (procombente), sia obliquamente verso l'alto (ascendente), sia anche sub-eretto. È per lo più ramificato con rami ventrali intercalari o terminali, scarsamente e ventralmente radicoloso con rari rizoidi ialini o brunastri e mostra, in sezione trasversale, piccole cellule medullari circondate da 13-15 bande di più grandi cellule corticali a parete sottile.
Le foglioline (fillidi), rivestite di una cuticola leggermente verruculosa, sono orientate verticalmente e disposte da distanti a contigue, irregolarmente divaricate, con inserzione fogliare sub-trasversale e margini anteriori (distali) orientati verso la superficie ventrale del fusticino (attaccatura fogliare succube). Larghe alla base solo da 6-8 (10) a 11-14 cellule, si espandono distalmente per poi restringersi e suddividersi (fino a 0,3-0,4 della lunghezza) in 2 lobi generalmente ineguali, a margine fogliare intero. I lobi sono solitamente incurvati, non conniventi, da moderatamente concavi a cucullati o a cupuliformi e ampiamente ovato-triangolari con apici acuti o sub-acuti, terminanti in una coppia o in una singola cellula o, raramente, in una fila uniseriata di 2(3) cellule. Le cellule della lamina fogliare, da quadrate a sub-quadrate a rettangolari, hanno pareti cellulari brunastre leggermente e uniformemente ispessite e dimensioni di 20–30 x 24-38 μm. Solo eccezionalmente presenti le foglioline dell'anfigastrio (amphigastrium), piuttosto grandi, lamellate e, sporadicamente, bifide.
Il sistema sessuale è dioico (o autoico?). Gli androcei, si sviluppano su germogli allungati o su corti rami ventro-intercalari o, occasionalmente, su rami laterali-intercalari. Hanno brattee più appressate e sovrapposte (embricate) rispetto alle foglioline vegetative, portanti ognuna un anteridio. Anche i ginecei si sviluppano su germogli allungati o su corti rami ventro-intercalari. Portano 2-3 file di brattee, più grandi delle foglioline vegetative, di cui quelle più interne bi-trilobate con lobi da acuti a strettamente arrotondati, separati da incavi (seni) gibbosi. Bratteole simili alle brattee. Il perianzio, lungamente sporgente oltre gli apici delle foglie pericheziali, è fusiforme, plicato e leggermente trigono superiormente, con la bocca da crenulata-dentata a plurilobata-dentata, a denti minuti, spesso curvi.
Le capsule, lunghe circa 1 mm, sono ovoidi-cilindriche con pareti composte da due strati di cellule epidermiche, con ispessimenti nodulari, lo strato esterno, e semi-anulari quello interno. Le spore, di 11-14 μm di diametro, sono papillose, gli elateri hanno ispessimenti della parete a doppia spirale.

## Distribuzione e habitat
C. badia ha un areale di distribuzione che abbraccia tre differenti regioni biogeografiche: la circumantartica (o periantartica), la subantartica e l'antartica marittima.

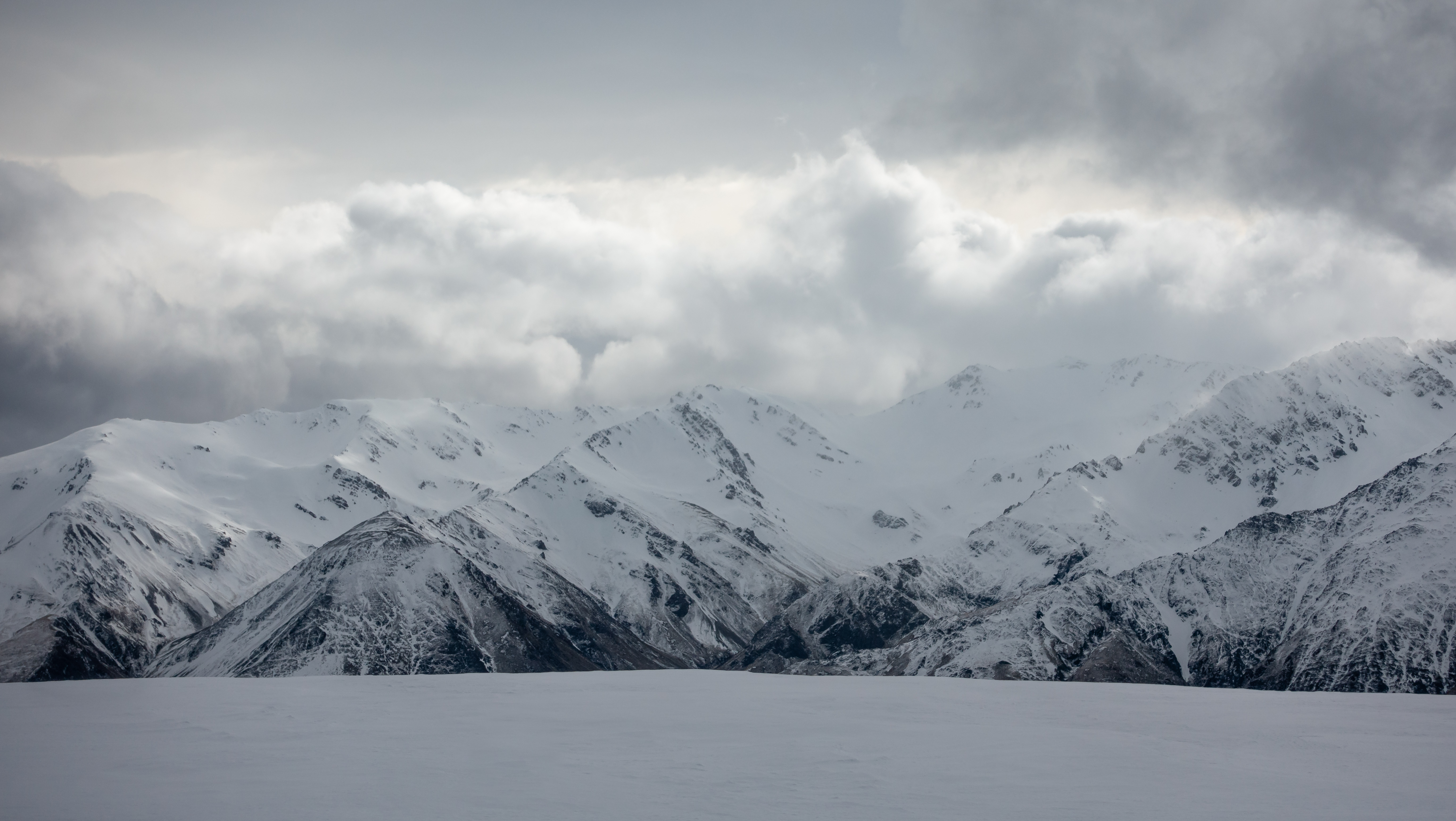
Old Man Range, Isola del Sud (NZ)

Nell'areale circumantartico (che comprende in genere le regioni temperate del Sudamerica, la Nuova Zelanda, diverse isole dell'oceano Antartico e dell'Atlantico meridionale, la Tasmania e il sudest dell'Australia), C. badia si ritrova raramente, in termini sia di frequenza che di copertura, in Patagonia (nella Penisola di Brunswick e nell'arcipelago delle isole Falkland), e in Nuova Zelanda, (nell'isola del Sud, a 1615 m sull'Old Man Range (o Kopuway), nel Central Otago District, e nell'isola Campbell).
Nelle regioni biogeografiche subantartica e antartica marittima C. badia è presente nell'isola Heard,  negli arcipelaghi delle Sandwich Australi (isole Leskov e Candlemas), della Georgia del Sud, nelle Orcadi Meridionali (isole Lynch, di Matthews, di Signy e Moe) e delle Shetland Meridionali (isole dell'Elefante, di re Giorgio, Nelson e Livingston) e nella Penisola Antartica dove C. badia si ritrova lungo la costa occidentale, dalla costa di Davis, alla costa di Danco e all'isola Anvers fino alle isole Argentine nell'arcipelago Wilhelm al largo della costa di Graham. Qui, nella Corner Island, 0,1 miglia a nord est dell'isola Galindez, è localizzata la più meridionale delle stazioni conosciute di ritrovamento del taxon, a 65°15' di latitudine Sud.
C. badia colonizza esclusivamente i suoli permanentemente umidi quali, in Antartide, le depressioni ai margini degli alvei fluvioglaciali o, in Nuova Zelanda i terreni torbosi lungo aree di infiltrazione.

## Tassonomia
L'epatica scoperta nella Georgia del Sud nel 1883, e riconosciuta come specie nuova da C. M. Gottsche, ebbe come prima assegnazione il genere Jungermannia, e come denominazione specifica J. badia.

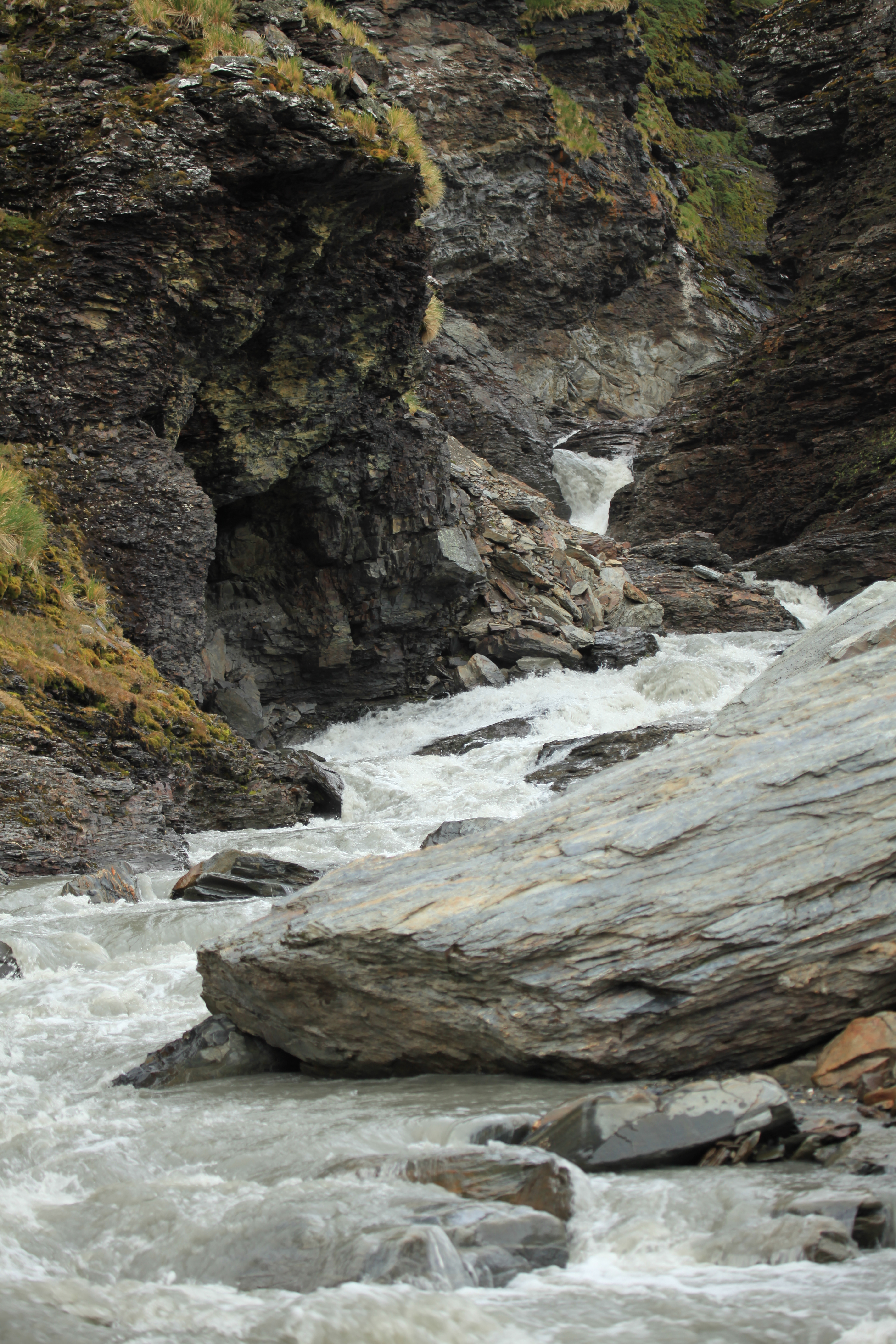
Moltke-Hafen (baia di Moltke)

Qualche anno dopo, degli esemplari simili furono raccolti dal botanico svedese Carl J. Skottsberg durante la Schwedischen Südpolar-Expedition 1901-1903, guidata da Otto Nordenskjöld, con la nave Antarctic, al comando del capitano Carl Anton Larsen. Gli esemplari furono raccolti nella Moltke-Hafen (baia di Moltke), lungo il fianco nord ovest della Royal Bay nella Georgia del Sud, e furono inviati per la determinazione al briologo tedesco Franz Stephani, specialista in epatiche.
Stephani li riconobbe come appartenenti alla stessa specie istituita da Gottsche nel 1890, ma ritenne di trasferire il taxon al genere Lophozia, pubblicando la nuova combinazione Lophozia badia (Gottsche) Steph., 1905, che conservava l'epiteto specifico dell'originaria denominazione binomiale adottata da Gottsche.
Successivamente, in un articolo del 1908, sul Bulletin de l'Herbier Boissier edito a Ginevra da William Barbey, Stephani ritornò sulla sua precedente assegnazione generica e trasferì, correttamente, la specie al genere Cephalozia, ridescrivendola con la nuova combinazione Cephalozia badia (Gottsche) Steph., 1908.
Più recentemente, nel 1972, Riclef Grolle ha proposto di tenere distinti da C. badia, quegli esemplari di epatiche delle isole Sandwich Australi che, pur simili alla specie tipo, se ne differenziano per avere dimensioni minori. Nell'ipotesi di Grolle, queste epatiche avrebbe dovuto avere, come denominazione, C. badia fo. minor Grolle, 1972 rientrando, la diversità di dimensioni, nella categoria tassonomica sottospecifica della forma. Ma, secondo Bednarek-Ochyra et al. (2000), la mancanza nel saggio di Grolle della diagnosi in latino di queste epatiche, faceva di fo. minor un nomem nudum, da ricondurre più opportunamente a sinonimia di C. badia.
Inoltre, sempre secondo Bednarek-Ochyra et al. (2000), le epatiche delle Sandwich Australi sarebbero semplicemente degli ecotipi e, come tali, inidonei ad acquisire un riconoscimento tassonomico formale.